# Lithognathus lithognathus
Lithognathus lithognathus é uma espécie de peixe da família Sparidae.
É endémica da África do Sul.